# فیل سفید (فیلم ۱۹۷۸)
فیل سفید (به انگلیسی: White elephant) ((به هندی: Safed Haathi)) فیلم زبان هندی، محصول سال ۱۹۷۸ هند است که توسط تاپان سینها ساخته شد. این فیلم در سال ۱۹۷۸، برنده جایزه ملی فیلم برای بهترین فیلم خردسال گردید. هم چنین در چند فستیوال فیلم بین‌المللی معتبر که در برلین، مسکو، تاشکند، جشنواره کن، آدلاید، صوفیه، قاهره، خیخن و برخی دیگر برگزار گردید، حضور داشته‌است.

## پیوند بیرونی
- Safed Haathi در بانک اطلاعات اینترنتی فیلم‌ها (IMDb)